# FC Montréal
L'FC Montréal era un club calcistico canadese con sede a Montréal, che ha militato per due stagioni nella United Soccer League. Il club era la squadra riserve dell'Impact de Montréal, squadra della massima serie nordamericana. Con l'Impact condivideva la proprietà, lo staff tecnico e le strutture di gioco.

## Storia

### I precedenti
L'esigenza di far giocare con regolarità i giovani calciatori, in modo da garantire loro un processo di crescita, aveva già portato la dirigenza dell'Impact de Montréal a costituire una squadra riserve. Infatti negli anni che vanno dal 2006 al 2009 la squadra della vicina città di Trois-Rivières, l'Attak, aveva svolto questa funzione, disputando la Canadian Soccer League, un campionato semiprofessionistico canadese di terza serie. Nel 2010 nacque il vero e proprio settore giovanile del club, l'Académie, la cui selezione Under-21 sostituì l'Attak nella Canadian Soccer League disputandovi tre stagioni. Nel 2013 l'Under-21 non prese parte ad alcun torneo, mentre nel 2014 venne trasformata in Under-23 ed iscritta alla USL Premier Development League.
A partire dalla propria iscrizione alla MLS nel 2012, l'Impact per tre stagioni ha avuto anche una squadra iscritta al campionato riserve della lega.

### Le due stagioni in USL
A partire dalla stagione 2015 la MLS ha deciso di chiudere il campionato riserve, visto anche l'accordo siglato con la United Soccer Leagues, la lega che organizza il campionato di terza divisione negli Stati Uniti. Grazie a quest'accordo infatti tutti i club della MLS, anche quelli canadesi, possono affiliarsi a un club della United Soccer League o iscrivere direttamente una squadra riserve. L'Impact, per avere maggior controllo sulla crescita dei propri giocatori, ha inizialmente optato proprio per la seconda opzione; così in una conferenza stampa nel settembre del 2014 il presidente Joey Saputo ha ufficializzato la nascita dell'FC Montréal dalla fusione della squadra riserve con l'Under-23. La squadra è stata ufficialmente ammessa al campionato nel novembre dello stesso anno.
A partire dalla stagione 2017, visto l'ingresso nella USL dell'Ottawa Fury, l'Impact ha preferito dar vita ad un accordo di affiliazione con quest'ultima franchigia sospendendo le operazioni dell'FC Montréal.

## Strutture
Nel 2016 l'FC Montréal ha disputato le gare casalinghe al Complexe sportif Claude-Robillard. Nel corso della stagione precedente, a causa di alcuni lavori al Claude-Robillard, la squadra ha giocato allo Stade Saputo o nel campo limitrofo ad esso. Gli allenamenti si svolgevano nella Caserne Létourneux, insieme alla squadra maggiore.